# Рохула Никпај
Рохула Никпај (Кабул 15. јун 1987) је авганистански репрезентативац у теквонду освајач прве олимпијске медаље за Авганистан.

## Спортска каријера
Рохула Никпај је почео тренирати теквондо у Кабулу, када је имао 10 година. Током крвавих сукоба у Кабулу Никвај је са породицом отишао у Иран у тамошњи авганистански избеглички камп. Као добар спортиста ускоро постаје чланом авганистанске таеквондо репрезентације, па се 2004 враћа у Кабул и наставља са тренирањем којег спонзорише авганистанска Влада.
Учествовао је на Азијским играма одржаним 2006. године у катарској Дохи. Тамо се такмичио у мува категорији (до 58 кг). У четвртфиналу турнира, изгубио је од Nattapong Tewawetchapong из Тајланда, који је касније освојио сребрну медаљу.
На Олимпијским играма у Пекингу 2008. године, Никпај се такмичио у категорији до 58 кг. У првом колу победио је европског првака, Немца Leventa Tuncata. Победом над двоструким светским прваком Хуаном Антонијем Рамосом из Шпаније, Никпај осваја бронзану медаљу. Тиме је постао први (и засад једини) Авганистанац који је за своју земљу освојио неку олимпијску медаљу. Убрзо после победе назвао га је авганистански председник Хамид Карзаи и честитао му на оствареном успеху. Због тог резултата наградила га је и авганистанска Влада.
Након освојене медаље, Рохула Никпај је изјавио: "Надам се да ће ово послати поруку мира многим земљама, након 30 година ратовања".

### Резултати на Олимпијским играма
ЛОИ 2008. Пекинг
| Пекинг 2008.       | Пекинг 2008.         | Пекинг 2008. | Пекинг 2008.   |
| Противник          | Земља                | Резултат     | Ниво такмичења |
| ------------------ | -------------------- | ------------ | -------------- |
| Levent Tuncat      | Немачка              | 4:3. победа  | 1. коло        |
| Гиљермо Перез      | Мексико              | 1:2 пораз    | четвртфинале   |
| Мајк Харви         | Уједињено Краљевство | 2:1 победа   | репасаж        |
| Хуан Антонио Рамос | Шпанија              | 4:1 победа   | бронза         |

ЛОИ 2012. Лондон
| Лондон 2012.           | Лондон 2012.               | Лондон 2012. | Лондон 2012.   |
| Противник              | Земља                      | Резултат     | Ниво такмичења |
| ---------------------- | -------------------------- | ------------ | -------------- |
| Микал Лонијевски       | Пољска                     | 12:5; победа | 1. коло        |
| Мохамад Багери Мотамед | Иран                       | 4:5 пораз    | четвртфинале   |
| Давид Буи              | Централноафричка Република | 14:2 победа  | репасаж        |
| Мартин Стампер         | Уједињено Краљевство       | 5:3; победа  | бронза         |